# بوفالو لیک (مینه‌سوتا)
بوفالو لیک، مینه‌سوتا (به انگلیسی: Buffalo Lake, Minnesota) یک شهر در ایالات متحده آمریکا است که در مینه‌سوتا واقع شده‌است.

## خصوصیات
بوفالو لیک ۱٫۷۶ کیلومترمربع مساحت و ۷۳۳ نفر جمعیت دارد و ۳۲۶ متر بالاتر از سطح دریا واقع شده‌است.